# Sant'Ambrogio impedisce a Teodosio di entrare nella cattedrale di Milano

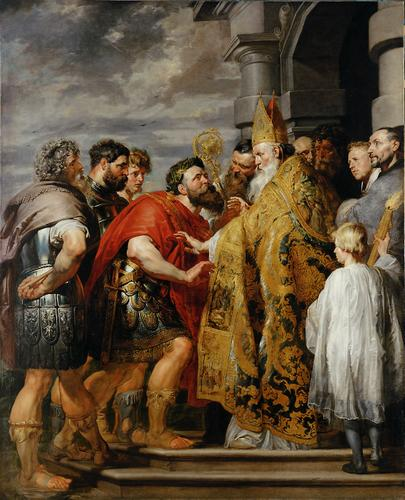
L'imperatore Teodosio e sant'Ambrogio nella versione del 1617-18, frutto della collaborazione tra Rubens e van Dyck.

Questo dipinto rimanda al dipinto L'imperatore Teodosio e sant'Ambrogio realizzato qualche anno prima, nel 1618 da Rubens, con l'aiuto proprio di van Dyck. 
Le differenze con il dipinto progettato dal maestro e ora conservato a Vienna sono evidenti: l'architettura di fondo è meglio definita, Teodosio è senza barba, sono stati aggiunti vari oggetti.
Si narra il particolare dell'incontro di Teodosio I, imperatore romano, con l'arcivescovo di Milano Aurelio Ambrogio. Teodosio aveva fatto massacrare una folla della città di Tessalonica che, nel tumulto, aveva ucciso uno dei suoi generali. In procinto di entrare nell'antica basilica Porziana, dove oggi sorge la basilica di San Vittore al Corpo, l'imperatore fu fermato da Sant'Ambrogio, che pretese che rimanesse fuori dalla chiesa. È proprio questo l'attimo immortalato da van Dyck, quando il padre della Chiesa ferma sulle porte della chiesa l'imperatore ed il suo seguito.
Il dipinto è attualmente esposto a Londra nella National Gallery.	